# Rötelbach (Jagst)
Der Rötelbach ist ein etwa 10 km langer Bach auf der Hohenloher Ebene im nördlichen Baden-Württemberg, der nach einem anfangs nördlichen, nach einem großen Linksbogen am Ende südwestlichen Lauf im Dorf Eberbach der Gemeinde Mulfingen im Hohenlohekreis von rechts in die mittlere Jagst mündet.

## Geographie

### Verlauf
Der Rötelbach entspringt etwa 400 m nordöstlich von Schloss und Weiler Ludwigsruhe auf der Gemarkung von Langenburg in den Streitwiesen und ist bereits ab der Quelle begradigt. Zunächst fließt der Bach in Richtung Norden, vorbei am Streitbrunnen, unterquert die L 1036 Langenburg–Blaufelden, läuft jenseits ein kurzes Stück verdolt und dann wieder als offener, feldbegleitender Graben durch die Gemarkung Brühlsee, wo an wenigstens zwei Stellen Reste von Dämmen erhalten sind. Anschließend tritt er zwischen dem Waldgewann Baierwald links und dem Stöckenholz rechts in ein größeres Waldgebiet ein, das er nun in natürlichem Lauf durchzieht. Gleich zu Anfang wechselt er dabei auf die Gemarkung Billingsbach der Nachbargemeinde Blaufelden über und entwickelt dann statt seiner bisherigen Mulde einen Taltrog. Hierbei nimmt er gegenüber dem Dachsbühl von rechts den Weilersbach auf, der bei der Wüstung Lampertshausen entspringt.
Unterhalb der Ruine von Burg Hertenstein fließt dem Rötelbach von rechts bei der Hertensteiner Mühle der Billingsbach zu, anschließend zieht er durch sein wiederum bewaldetes Tal nach Westen, wechselt auf die Eberbacher Gemarkung der Gemeinde Mulfingen und nimmt dann kurz nacheinander rechts den Mittelbach und den Sonnenbach auf. Daraufhin fließt er gehölzbegleitet in einer Wiesenaue weiter, nimmt – wiederum von rechts – den Bach durch die Taubenhofklinge auf, dreht für seinen letzten guten Kilometer Laufs nach Südwesten, durchquert Eberbach und mündet dann dort von rechts in die Jagst. Der Bach fließt fast gänzlich durch unbewohntes und forst- oder landwirtschaftlich genutztes Gebiet.
Der Rötelbach ist 9,8 km lang, sein Bett gräbt sich auf dieser Strecke bei einem mittleren Sohlgefälle von 20 ‰ um etwa 199 Höhenmeter ein.

### Einzugsgebiet
Der Rötelbach entwässert 28,7 km² der Naturräume Kocher-Jagst-Ebenen und Hohenloher Ebene. Der Bach entspringt im Unterraum Bartenstein-Langenburger Platten der Östlichen Kocher-Jagst-Ebene, fließt dann bald ungefähr an deren Grenze zur Östlichen Hohenloher Ebene und wendet sich schließlich westwärts und fast bis zuletzt zurück in die Bartenstein-Langenburger Platten. Nur der der Mündungszwickel liegt im Unterraum Mittleres Jagsttal des Jagsttals, das ebenfalls zu den Kocher-Jagst-Ebenen zählt.
Das Einzugsgebiet grenzt im Norden an diejenigen kleinerer rechter Bäche zur Jagst weiter flussabwärts, im Nordosten an das der bedeutenderen Ette, die über ihren linken Oberlauf Tierbach konkurriert. Die östliche Wasserscheide trennt lange vom Entwässerungsgebiet des Blaubachs, der der Brettach zufließt, welche weiter oben in die Jagst mündet, im Südosten kommt dann die Brettach selbst der Grenze sehr nahe. Im Süden des Rötelbachs zieht der Holderbach in kleinerem Bogen als der Rötelbach wenig weiter oben als dieser ebenfalls zur Jagst. Zwischen dessen und das Einzugsgebiet des Rötelbachs schieben sich im Südwesten dann noch die Einzugsgebiete von Weidenklinge und Himmelreich.
Die größten Erhebungen im Einzugsgebiet finden sich an der östlichen Wasserscheide zum Blaubach, wo der Hügelkamm durchgehend nur wenige Meter über oder unter 490 m ü. NHN liegt.
Noch oberhalb der Quelle des Bachs gehört ein kleiner Zwickel des Einzugsgebiets zur Stadt Gerabronn, der größte Teil den obersten Einzugsgebiets liegt jedoch im Gebiet der Kleinstadt Langenburg. Danach hat beidseits des Mittellaufes die Gemeinde Blaufelden den größten Flächenanteil überhaupt, zuletzt die Gemeinde Mulfingen am Unterlauf den zweitgrößten, die als einzige im Hohenlohekreis liegt, während die anderen drei zum Landkreis Schwäbisch Hall gehören.

### Zuflüsse und Seen
Hierarchische Liste der Zuflüsse und  Seen von der Quelle zur Mündung. Gewässerlänge, Seefläche, Einzugsgebiet und Höhe nach den entsprechenden Layern auf der Onlinekarte der LUBW. Andere Quellen für die Angaben sind vermerkt.
Ursprung des Rötelbachs auf etwa 474 m ü. NHN auf dem Gebiet der Kleinstadt Langenburg 400 m nordöstlich von Schloss und Weiler Ludwigsruhe in den Streitwiesen.
- Herresgraben, von rechts und Osten auf etwa 454 m ü. NHN im Gewann Brühlsee etwa 0,6 km westlich des Neuhofs von Langenburg, ca. 1,7 km².[LUBW 7] Entsteht auf etwa 472 m ü. NN etwa 0,7 km südöstlich des Neuhofs an der Straße von Gerabronn-Rechenhausen. Unbeständig.
  - ↓ Versinkt nach etwa 0,6 km in einer Doline südlich des Neuhofs, Hauptaustritt an einer Quelle am Michelbach beim Weiler Liebesdorf (Entfernung 3,7 km, Fließzeit 16,5 h, Abstandsgeschwindigkeit 225 m/h), Nebenaustritte an einer Quelle an der Brettach östlich von Liebesdorf.[4]
  - Fortsetzung des Herresgrabens nach einer Lücke von ca. 0,5 km an der Landesstraße 1036, Restlänge etwa 0,3 km.
- (Bach vom Gewann Anspach), vom rechts und Osten auf etwa 450 m ü. NHN im Gewann Brühlwiesen. Entsteht auf etwa 477 m ü. NHN rund 0,75 km ostnordöstlich des Neuhofs.
  - ↓ Versinkt nach etwa 0,35 km in einer Doline nordöstlich des Neuhofs, Hauptaustritt an einer Quelle am Michelbach beim Weiler Liebesdorf (Entfernung 4,35 km, Fließzeit 80 h, Abstandsgeschwindigkeit 54 m/h), Nebenaustritte an zwei Quellen an der Brettach östlich von Liebesdorf. Bei Überlastung des Karstsystems fließt Wasser von der Doline zum ca. 1,0 km entfernten Rötenbach.[4]
- Weilersbach, von rechts und Nordosten auf 405,6 m ü. NHN[LUBW 2] westlich von Raboldshausen, 3,9 km und 5,7 km². Entsteht auf etwa 477 m ü. NHN nordöstlich von Raboldshausen im Bereich der Wüstung Lampertsweiler vor dem Wald Seeholz.
  - Seegraben, von links und Osten auf etwa 453 m ü. NHN in Raboldshausen, 1,0 km und ca. 0,9 km².[LUBW 7] Entsteht auf etwa 473 m ü. NHN in den Seewiesen.
  - Grundgraben, von links und Ostsüdosten auf etwa 439 m ü. NHN nach der Kläranlage unterhalb von Raboldshausen, 1,7 km und ca. 1,7 km².[LUBW 7] Entsteht auf etwa 471 m ü. NHN vor dem Großen Birkenholz.
- (Bach aus der Galgenklinge), von rechts und Nordosten auf etwa 390 m ü. NHN vor der Rötelbach-Brücke der Straße Billingsbach–Brüchlingen (K 2533), 0,4 km und ca. 0,9 km².[LUBW 7] Entspringt auf etwa 437 m ü. NHN am Beginn des Klingenwaldes südlich von Billingsbach.
- Billingsbach, von rechts und Ostnordosten auf etwa 379 m ü. NHN an der Hertensteiner Mühle, 3,0 km und 2,4 km². Entsteht auf etwa 474 m ü. NHN in einer Waldinsel östlich von Billingsbach.
  -  Durchfließt bald auf etwa 462 m ü. NHN[LUBW 2] einen Stauteich, 1,8 ha.
  - (Zufluss), von rechts und Nordnordosten auf etwa 435 m ü. NHN in der Ortsmitte von Billingsbach, ca. 0,7 km[LUBW 8] und ca. 0,6 km².[LUBW 7]
  -  Entfließt auf etwa 457 m ü. NHN einem Stauteich, 0,4 ha.
- Mittelbach, von rechts und Nordosten auf etwa 325 m ü. NHN[LUBW 2] kurz nach dem Einsetzen der offenen Talflur, 2,7 km und 3,0 km². Entsteht auf etwa 457 m ü. NHN im Nordosten von Mittelbach südlich des Kellerholzes.
  - Stegwiesenbach, von links und Osten auf etwa 428 m ü. NHN am Südrand von Mittelbach, 0,9 km und ca. 1,0 km².[LUBW 7] Entsteht auf etwa 454 m ü. NHN in einer isolierten Baumgruppe.
  -  Durchfließt auf etwa 430 m ü. NHN einen Teich unmittelbar vor der Mündung, 0,1 ha.
- Sonnenbach, von rechts und Nordnordosten auf etwa 322 m ü. NHN wenig nach dem vorigen, 1,4 km und ca. 1,7 km².[LUBW 7] Entsteht auf etwa 430 m ü. NN am Beginn seiner Waldklinge südwestlich von Geroldshausen.
  -   Noch weiter aufwärts im oberflächlichen Einzugsgebiet liegt auf etwa 446 m ü. NHN ein Waldteich im südöstlichen Hegenest westlich von Geroldshausen, über 0,1 ha.
- (Bach aus der Taubenhofklinge), von rechts und Norden auf etwa 294,5 m ü. NHN[LUBW 2] nordöstlich von Eberbach, 1,5 km und ca. 2,3 km².[LUBW 7] Entsteht auf etwa 426 m ü. NHN am Beginn seiner Waldklinge im Gewann Huttersbrunnen. Sporadisch auch Wasserführung in der von Nordosten herabziehenden Mulde oberhalb.
  -  Noch weiter aufwärts im oberflächlichen Einzugsgebiet liegt auf etwa 454 m ü. NHN ein Waldteich im westlichen Hegenest, 0,4 ha.
- Aus einer Hangquelle gespeister Teich, rechts am Lauf auf etwa 288 m ü. NHN zwischen den ersten Häusern von Eberbach, deutlich unter 0,1 ha.

Mündung des Rötelbachs von rechts und zuletzt Nordosten auf etwa 275,7 m ü. NHN nach der Flussbrücke in Eberbach in die mittlere Jagst. Der Bach ist 9,9 km lang und hat ein 28,7 km² großes Einzugsgebiet.

## Geologie
Der Rötelbach entspringt in der Unterkeuper-Auflage, die meistenteils in dünner Schicht die wellige Hochebene deckt, welche vom Oberen Muschelkalk gebildet ist. In ihm läuft der Bach nach anfangs sehr flache Mulde schon vor seinem Waldeintritt. Im Wald beginnt dann sein recht steiles Kerbtal, dem die größeren Zuflüsse dann durch landschaftstypische Klingen zulaufen. Kurz vor dem Zulauf des Mittelbachs, ab dem er etwa westlich läuft, erreicht der Bach den Mittleren Muschelkalk, worauf sich die Talsohle sogleich merklich weitet und die offene Flur einsetzt. Vom Ortsrand von Eberbach bis zur nahen Mündung fließt er schließlich im Unteren Muschelkalk. Den größeren Hügelhöhen liegen oft noch Lössderivatschichten aus äolischer Ablagerung im Quartär auf.
An mehreren Stellen vor allem im nördlichen Einzugsgebiet zeigt sich die Verkarstung des Muschelkalks an Dolinen und Bachschwinden. Zum Beispiel liegen gegenüber von Brüchlingen an der rechten oberen Talkante über dem Westlauf im Waldgewann Ghäu eine Dolinenkette und eine aktive Doline.

### LUBW
Amtliche Online-Gewässerkarte mit passendem Ausschnitt und den hier benutzten Layern: Verlauf und Einzugsgebiet des Rötelbachs

Allgemeiner Einstieg ohne Voreinstellungen und Layer: Daten- und Kartendienst der Landesanstalt für Umwelt Baden-Württemberg (LUBW) (Hinweise)
1. 1 2  Höhe nach dem Höhenlinienbild auf dem Hintergrundlayer Topographische Karte.
2. 1 2 3 4 5 6  Höhe nach grauer Beschriftung auf dem Hintergrundlayer Topographische Karte.
3. 1 2 3  Länge nach dem Layer Gewässernetz (AWGN).
4. 1 2  Einzugsgebiet aufsummiert aus den Teileinzugsgebieten nach dem Layer Basiseinzugsgebiet (AWGN).
5. ↑  Seefläche nach dem Layer Stehende Gewässer.
6. ↑  Einzugsgebiet nach dem Layer Basiseinzugsgebiet (AWGN).
7. 1 2 3 4 5 6 7 8  Einzugsgebiet abgemessen auf dem Hintergrundlayer Topographische Karte.
8. ↑  Länge abgemessen auf dem Hintergrundlayer Topographische Karte.

### Andere Belege und Anmerkungen
1. 1 2  Da im Bereich des Rötelbachs Karsterscheinungen auftreten, kann unterirdisch auch Entwässerung zu anderen Gewässern stattfinden.
2. ↑  Abfluss-BW: Modellierte Abflusswerte an der Mündung
3. ↑  Wolf-Dieter Sick: Geographische Landesaufnahme: Die naturräumlichen Einheiten auf Blatt 162 Rothenburg o. d. Tauber. Bundesanstalt für Landeskunde, Bad Godesberg 1962. → Online-Karte (PDF; 4,7 MB)
4. 1 2  Markierungsversuch von 1972, siehe Theo Simon: Blatt 6725 Gerabronn der Geologischen Karte von Baden-Württemberg, Erläuterungen. Freiburg im Breisgau 2012, S. 72 f.
5. ↑  Geologie nach: Mapserver des Landesamtes für Geologie, Rohstoffe und Bergbau (LGRB) (Hinweise)
6. ↑  Lagen und teilweise Beschreibungen von weiteren Dolinen liefert der Layer Geotop-Kataster von:  Mapserver des Landesamtes für Geologie, Rohstoffe und Bergbau (LGRB) (Hinweise)